# Irmo Sassone
Irmo Sassone (Quinto Vercellese, 13 aprile 1927 – Vercelli, 26 gennaio 2013) è stato un politico italiano.